# Bucey-lès-Gy
Bucey-lès-Gy ist eine Gemeinde im französischen Département Haute-Saône in der Region Bourgogne-Franche-Comté.

## Geographie
Bucey-lès-Gy liegt auf einer Höhe von 229 m über dem Meeresspiegel, drei Kilometer nordöstlich von Gy und etwa 25 Kilometer nordwestlich der Stadt Besançon (Luftlinie). Das Dorf erstreckt sich im Südwesten des Départements, am Nordwestfuß der Höhen der Monts de Gy, am Austritt der Morthe in das Becken der Saône.
Die Fläche des 21,30 km² großen Gemeindegebiets umfasst einen Abschnitt der gewellten Landschaft zwischen den Flusstälern von Saône und Ognon. Naturräumlich ist das Gebiet zweigeteilt. Der kleinere nordwestliche Teil wird von einem Becken, einer so genannten Alluvialebene, eingenommen, die durchschnittlich auf 210 m liegt. Sie wird durch die Morte, welche abschnittsweise die nördliche Gemeindegrenze markiert, nach Westen zur Saône entwässert. Die fruchtbaren Böden werden überwiegend landwirtschaftlich genutzt.
Nach Südosten steigt das Gelände allmählich zu den Höhen der Monts de Gy an. Diese werden durch das Tal der Morte untergliedert, die bei Saint-Maurice entspringt. Oberhalb von Bucey erheben sich die Hügel Folle (311 m) und Champtourneaux, die eine schöne Aussicht auf die Umgebung bieten. Südlich des Morte-Tals gehört ein großer Teil des Höhenzuges Bois de Plumont (379 m) zu Bucey. Weiter im Südosten erstreckt sich das Gemeindeareal über das teils mit Wiesland, überwiegend jedoch mit Wald bestandene Hochplateau des Grand Bois de Bucey, in dem mit 406 m die höchste Erhebung von Bucey-lès-Gy erreicht wird. Diese Hochfläche zeigt keine oberirdischen Fließgewässer, weil das Niederschlagswasser im verkarsteten Untergrund versickert. In geologisch-tektonischer Hinsicht bestehen die Monts de Gy aus einer Wechsellagerung von kalkigen und sandig-mergeligen Sedimenten, die in der mittleren und oberen Jurazeit sowie in der Kreidezeit abgelagert wurden. Die östliche Abgrenzung wird durch den Taleinschnitt des Ruisseau de Poussot, eines rechten Zuflusses des Ognon, markiert.
Zu Bucey-lès-Gy gehören neben dem eigentlichen Ort auch die beiden Weiler Roche (235 m) im Tal der Morte und Saint-Maurice (290 m) in einem Talkessel in den Monts de Gy. Nachbargemeinden von Bucey-lès-Gy sind Vellefrey-et-Vellefrange, Vantoux-et-Longevelle und Velleclaire im Norden, Oiselay-et-Grachaux und Montboillon im Osten, Gézier-et-Fontenelay im Süden sowie Gy im Westen.

## Geschichte
Das Gemeindegebiet von Bucey-lès-Gy war schon in prähistorischer Zeit besiedelt. Aus der Zeit des Chalkolithikums stammen mehrere Tumuli. 
Im Mittelalter gehörte Bucey zur Freigrafschaft Burgund und darin zum Gebiet des Bailliage d’Amont. Seit 1091 hatten die in Gy residierenden Erzbischöfe von Besançon die Herrschaft inne. Zusammen mit der Franche-Comté gelangte Bucey mit dem Frieden von Nimwegen 1678 definitiv an Frankreich. Die Ortschaft Saint-Maurice wurde 1944 von deutschen Truppen im Rahmen eines Vergeltungsaktes größtenteils zerstört. Heute ist Bucey-lès-Gy Mitglied des 20 Ortschaften umfassenden Gemeindeverbandes Communauté de communes des Monts de Gy.

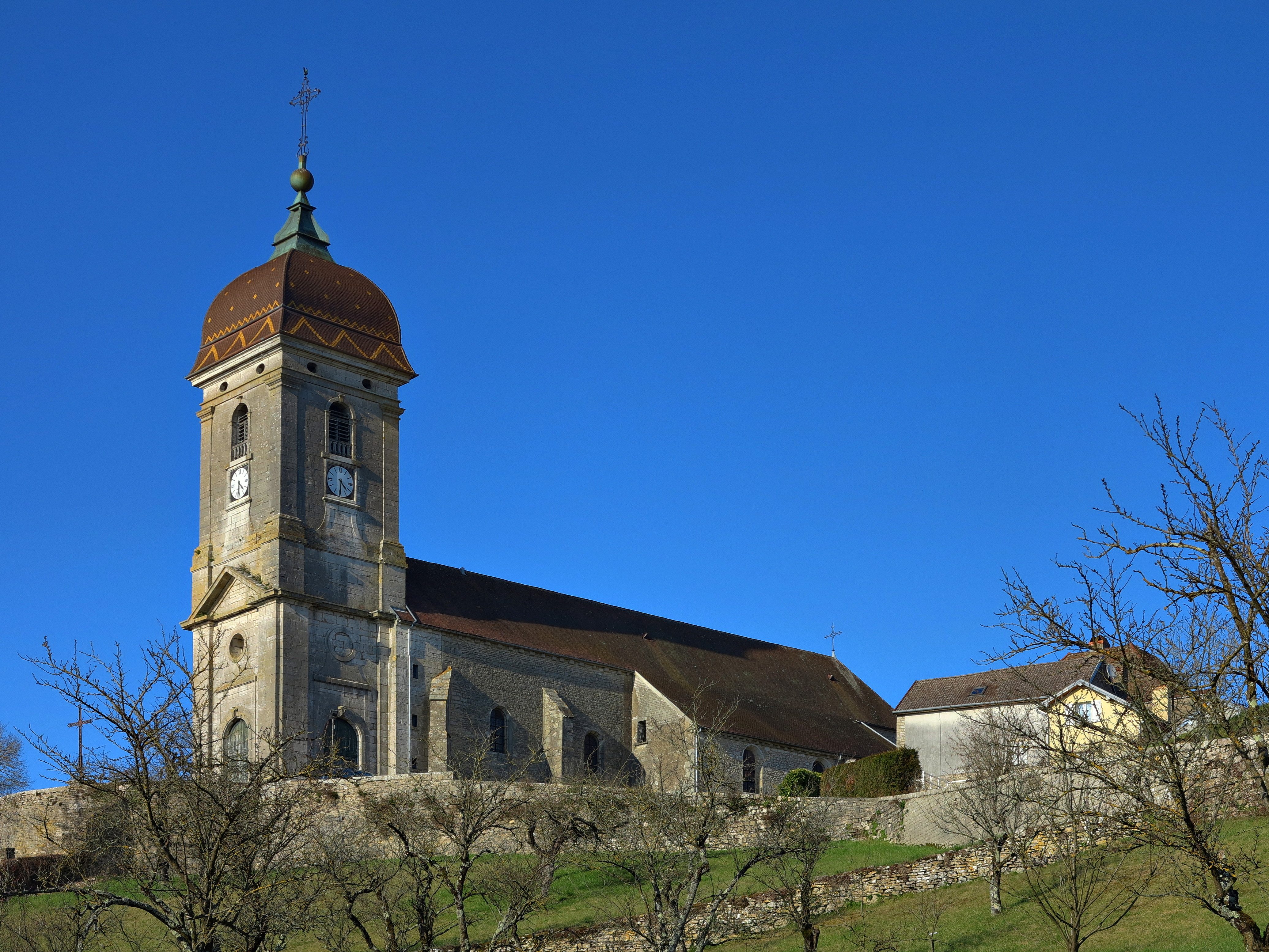
Kirche Saint-Martin in Bucey-lès-Gy

## Sehenswürdigkeiten
Bucey-lès-Gy hat sein Ortsbild im Stil eines charakteristischen Weinbauerndorfes bewahrt und ist mit dem Label „Petite Cité Comtoise de Caractère“ ausgezeichnet. Im alten Ortskern sind zahlreiche Bürger- und Winzerhäuser aus dem 17. bis 19. Jahrhundert erhalten. Auf einer Anhöhe oberhalb des Dorfes steht die Kirche Saint-Martin, die ursprünglich aus dem 14. Jahrhundert stammt, im 16. Jahrhundert und ab 1760 jedoch umgestaltet wurde. Im 18. Jahrhundert wurde die Chapelle du Clos erbaut. Die Mairie (Rathaus) stammt aus der Zeit des Zweiten Kaiserreiches. Der Dorfplatz wurde 1994 mit Elementen der modernen Kunst neu gestaltet. Ebenfalls sehenswert sind das Lavoir (19. Jahrhundert) und der Calvaire in Roche aus dem 17. Jahrhundert.

## Bevölkerung
Mit 579 Einwohnern (1. Januar 2022) gehört Bucey-lès-Gy zu den kleineren Gemeinden des Départements Haute-Saône. Die höchste Einwohnerzahl wurde in der Zeit um 1840 registriert, als Bucey-lès-Gy fast 1800 Personen zählte. Anschließend nahm die Bevölkerungszahl kontinuierlich ab (1881 noch 1366 Einwohner). Eine Stabilisierung im Bereich zwischen 550 und 650 Personen trat ab 1930 ein. Seither wurden nur noch geringe Schwankungen verzeichnet.
| Jahr                       | 1962 | 1968 | 1975 | 1982 | 1990 | 1999 | 2009 | 2017 |
| -------------------------- | ---- | ---- | ---- | ---- | ---- | ---- | ---- | ---- |
| Einwohner                  | 658  | 623  | 572  | 581  | 583  | 593  | 655  | 592  |
| Quellen: Cassini und INSEE |      |      |      |      |      |      |      |      |

## Wirtschaft und Infrastruktur
Bucey-lès-Gy war lange Zeit ein vorwiegend durch die Landwirtschaft (Ackerbau, Weinbau und Viehzucht) und die Forstwirtschaft geprägtes Dorf. Heute gibt es verschiedene Betriebe des Klein- und Mittelgewerbes. Wichtigster Arbeitgeber ist ein Unternehmen im Sektor der Wärmetechnik (Franche-Comté Chauffage). In den letzten Jahrzehnten hat sich das Dorf zu einer Wohngemeinde gewandelt. Viele Erwerbstätige sind deshalb Wegpendler, die in den größeren Ortschaften der Umgebung ihrer Arbeit nachgehen.
Die Ortschaft ist verkehrstechnisch gut erschlossen. Sie liegt an der Hauptstraße D474, die von Gray via Gy nach Vesoul führt. Weitere Straßenverbindungen bestehen mit Vellefrey und Vantoux.